# 椎名泰三
椎名 泰三（しいな たいぞう、1949年4月28日 - ）は、日本の俳優。富山県出身。希楽星所属。

## 出演

### テレビドラマ
- 北の果てにて
- 渡る世間は鬼ばかり（時期不明、TBS）
- あかんたれ（1976年10月11日 - 1977年7月29日、東海テレビ） - 捨吉
- 銀河テレビ小説（NHK）
  - 総務部総務課山口六平太（1988年） - 運転手 役
- コーチ 第1話（1996年7月4日、フジテレビ）
- ビーチボーイズ 第5話（1997年8月4日、フジテレビ）
- 金曜エンタテイメント→金曜プレステージ→金曜プレミアム（フジテレビ）
  - 信濃のコロンボ「北国街道殺人事件」（1998年5月1日）
  - 十津川警部夫人の旅情殺人推理2（2004年6月18日）
  - 奥様は警視総監3（2008年7月11日）
  - 松本清張没後20年特別企画・疑惑（2012年11月9日）
  - 松本清張スペシャル 一年半待て（2016年4月15日）
- ガラスの仮面2 第9話（1998年6月8日、テレビ朝日）
- 土曜ワイド劇場（テレビ朝日）
  - 終着駅シリーズ11（1999年8月28日） - 鑑識員
  - 火災調査官・紅蓮次郎7（2007年1月13日）
  - 京都南署鑑識ファイル4（2009年7月25日） - 包丁屋
  - 鉄道捜査官10（2009年5月30日） - 加倉井探偵事務所 管理人
- 連続テレビ小説（NHK）
  - 私の青空（2000年4月3日 - 9月30日） - 菅原
  - こころ 第1週	第2回（2003年4月1日）
- ショカツ 第7話（2000年5月23日、関西テレビ）
- 花村大介 第7話（2000年8月15日、関西テレビ）
- 愛の劇場（TBS）
  - 永遠の1/2 第6話（2000年9月）
  - 大好き!五つ子4（2002年7月22日 - 8月30日）
  - 温泉へ行こう4（2003年9月1日 - 11月14日）
  - 銀座まんまんなか!（2003年11月17日 - 12月26日）
  - 温泉へ行こう5（2004年11月29日 - 2005年2月18日）
- ナースのお仕事3 第23話（2000年9月12日、フジテレビ）
- 涙をふいて 第1話（2000年10月11日、フジテレビ）
- ラブコンプレックス（2000年10月12日 - 12月21日、フジテレビ）
- やまとなでしこ 第6話（2000年11月13日、フジテレビ） - 生果店店主
- 白い影 第6話（2001年2月18日、TBS）
- 恋ノチカラ 最終話（2002年3月21日、フジテレビ）
- ヨイショの男 第10話（2002年6月23日、TBS） - 小笠原
- かまいたちの夜（2002年7月3日、TBS）
- 恋愛偏差値（2002年7月4日 - 9月19日、フジテレビ）
- 東京庭付き一戸建て 第8話（2002年8月28日、日本テレビ）
- ロッカーのハナコさん 第17話（2002年9月、NHK）
- 恋人はスナイパー EPISODE2（2002年12月24日、テレビ朝日）
- 成人の日ドラマスペシャル はたち-1982年に生まれて-（2003年1月13日、フジテレビ）
- 介護家族－花、咲きまっか－（2003年3月4日、日本テレビ）
- 年下の男 第10話（2003年3月13日、TBS）
- 女将になります! 第10話（2003年4月、NHK）
- ダイヤモンドガール（2003年4月9日 - 6月25日、フジテレビ）
- 新・夜逃げ屋本舗（2003年4月16日 - 6月25日、日本テレビ）
- ホットマン（TBS）
  - パート1 第2話（2003年4月17日）
  - パート2 第1話（2004年10月7日）
- 菊次郎とさき（テレビ朝日）
  - 第1シリーズ 第7話（2003年8月21日）
  - 第2シリーズ 第7話（2005年9月1日）
- 相棒 season2 第2話（2003年10月15日、テレビ朝日）
- FIRE BOYS 〜め組の大吾〜 第2話（2004年1月13日、フジテレビ）
- ドラマ30 桜咲くまで（2004年1月26日 - 3月26日、MBS）
- 彼女が死んじゃった。 第4話（2004年2月7日、日本テレビ）
- テレビ朝日開局45周年記念特別番組 砦なき者（2004年4月2日、テレビ朝日）
- ケータイ刑事銭形泪2ndシリーズ 第8話（2004年5月23日、BS-i）
- 月曜ドラマスペシャル→月曜ミステリー劇場→月曜ゴールデン（TBS）
  - 真実を追う男2（2004年7月19日） - 田村三郎
  - 警視庁心理捜査官・明日香3（2013年1月7日） - 大根太郎の勤務先工場の社長
- ラストプレゼント 娘と生きる最後の夏 第10話（2004年9月8日、日本テレビ）
- ナースマンがゆく 第4話（2004年11月13日、日本テレビ）
- Deep Love〜アユの物語〜 第9話（2004年11月26日、テレビ東京）
- 19borders 第29話（2005年、BS日本）
- ごくせん 第2シリーズ 第6話（2005年2月19日、日本テレビ）
- 瑠璃の島 第1話（2005年4月16日、日本テレビ）
- 曲がり角の彼女（2005年4月19日 - 6月28日、関西テレビ）
- アストロ球団 第1 - 3話（2005年8月10日 - 8月24日、テレビ朝日）
- がんばっていきまっしょい 第7話（2005年8月23日、関西テレビ）
- 幸せになりたい! 最終話（2005年9月15日、TBS）
- 飛鳥へ、そしてまだ見ぬ子へ（2005年10月10日、フジテレビ）
- ブラザー☆ビート 第9話（2005年12月8日、TBS）
- 喰いタン 第4話（2006年2月4日、日本テレビ）
- おいしいプロポーズ 第5話（2006年5月21日、TBS）
- 結婚できない男 第7話（2006年8月15日、関西テレビ） - 金魚すくいの屋台の店主
- 木曜時代劇（NHK）
  - 柳生十兵衛七番勝負 島原の乱（2006年4月6日 - 5月25日）
  - 慶次郎縁側日記3（2006年10月12日 - 12月21日）
  - 柳生十兵衛七番勝負 最後の闘い 第2回（2007年4月）
- ハケンの品格 第3話（2007年1月24日、日本テレビ）
- ハゲタカ 第1話（2007年2月17日、NHK）
- バンビ〜ノ! 第1話（2007年4月18日、日本テレビ）
- プロポーズ大作戦 第9話（2007年6月11日、フジテレビ） - 下畠社長
- ハタチの恋人 第3話・最終話（2007年10月28日・12月16日、TBS） - 小売店店主
- モップガール 第9話（2007年12月7日、テレビ朝日） - 警察官
- ZERO（2008年1月、MTV JAPAN）
- おせん（2008年4月22日 - 2008年6月24日、日本テレビ）
- ハチワンダイバー（2008年5月3日 - 7月19日、フジテレビ）
- 乙女のパンチ（2008年6月19日 - 2008年7月24日、NHK）
- チーム・バチスタの栄光 第7話（2008年11月25日、フジテレビ）
- 赤鼻のセンセイ 第4話・第6話・最終話（2009年7月29日・8月12日・9月9日、日本テレビ） - 家電屋店主
- JIN-仁- 第1話（2009年10月11日、TBS） - 町人
- 終着駅〜トワイライトエクスプレスの恋（2012年3月20日、TBS）
- チーム・バチスタ4 螺鈿迷宮 第7話（2014年2月18日、フジテレビ）
- 孤独のグルメ Season5 第9話（2015年11月28日、テレビ東京） - 社長 役
- ドクター調査班〜医療事故の闇を暴け〜 第3話（2016年5月6日、テレビ東京） - 古谷健一郎
- 麒麟がくる（2020年、NHK）

### 映画
- ラブレター
- みんな〜やってるか!（1995年2月11日、日本ヘラルド映画）
- フラガール（2006年9月23日、シネカノン）
- さくらん（2007年2月24日、アスミック・エース）
- しゃべれどもしゃべれども（2007年5月26日、アスミック・エース）
- なくもんか（2009年11月14日、東宝）

### ラジオ
- FMシアター 百億光年の貝殻（2006年8月26日、NHK）